# M Countdown
M Countdown (кор. «엠카운트다운», укр. «M Зворотний відлік») — південнокорейське музичне шоу, що транслюється телеканалом Mnet. Шоу виходить щочетверга об 18:00 по KST, на ньому виступають артисти, в рамках промоцій альбомів та синглів, реліз яких відбувся нещодавно. Кожного тижня, шляхом підсумку різних показників, обирається переможець.

## Трансляція
Шоу виходить у ефір щочетверга об 18:00 по KST і транслюється з CJ ENM Center Studio у Сеулі. Пряма трансляція доступна усім користувачам через сторінку M Countdown On Air на веб-сайті Mwave.
На Філіппінах онлайн-трансляція шоу доступна за допомогою gigafest.smart. Воно почало виходити у мережі безкоштовного телебачення TV5 з 31 січня 2021 року, епізоди показуються щонеділі.

## Ведучі
Традиційно M Countdown мав кілька постійних ведучих, але у лютому 2010 Mnet анонсували про створення команди ведучих із восьми учасників, до складу увійшли учасники таких гуртів як 2PM, 2AM, CNBlue та MBLAQ, а команда отримала назву «MCD GUYZ», вони вели шоу в підгрупах по три — чотири одночасно.
13 квітня 2017 року, після того, як Кі (SHINee) перестав бути ведучим і заміни йому на той момент ще не знайшли, M Countdown вирішили впровадити систему спеціальних ведучих, згідно з якою до проведення шоу будуть залученні запрошені артисти. Першими запрошеними ведучими стали Хані (EXID), Кьольгьон та Найон (Pristin) — вони з'явилися в ефірі 20 квітня.
У період з квітня 2018 року по березень 2019 року шоу вела команда «Global MC Crew», до складу якої входили айдоли, що розмовляли на різних іноземних мовах.
Лі Де Хві та Хан Хен Мін провели у ролі ведучих більш ніж півтора року, у лютому 2021 їх замінили Джо Мін Йон та Нам Со Юн, які по цей час залишаються ведучими шоу.
|              |                         |                  |                    |                   |
| Ведучі       | Гурт/професія           | Період           | Період             | Примітки          |
| Ведучі       | Гурт/професія           | Перша поява      | Остання поява      | Примітки          |
| Канін        | Super Junior, актор     | листопад 2005    | серпень 2007       | [ a ] [ 4 ] [ 5 ] |
| Ітик         | Super Junior, актор     | листопад 2005    | 27 березня, 2008   | [ a ] [ 4 ] [ 5 ] |
| Шиндон       | Super Junior            | листопад 2005    | 27 березня, 2008   | [ a ] [ 4 ] [ 5 ] |
| Инхьок       | Super Junior, актор     | 16 серпня, 2007  | 27 березня, 2008   | [ 5 ] [ 6 ]       |
|              |                         |                  |                    |                   |
| Ніккун       | 2PM, актори             | 18 лютого, 2010  | 2011               | [ b ] [ 7 ]       |
| Джунхо       | 2PM, актори             | 18 лютого, 2010  | 2011               | [ b ] [ 7 ]       |
| Чансон       | 2PM, актори             | 18 лютого, 2010  | 2011               | [ b ] [ 7 ]       |
| Джо Квон     | 2AM, актори             | 18 лютого, 2010  | 2011               | [ b ] [ 7 ]       |
| Джінун       | 2AM, актори             | 18 лютого, 2010  | 2011               | [ b ] [ 7 ]       |
| Мінхьок      | CNBlue, актор           | 18 лютого, 2010  | 2011               | [ b ] [ 7 ]       |
| Джун         | MBLAQ, актори           | 18 лютого, 2010  | 2011               | [ b ] [ 7 ]       |
| Джио         | MBLAQ, актори           | 18 лютого, 2010  | 2011               | [ b ] [ 7 ]       |
|              |                         |                  |                    |                   |
| Тоні Ан      | H.O.T.                  | 10 березня, 2011 | 23 серпня, 2012    | [ 8 ] [ 9 ]       |
| Шин Со Юль   | акторка                 | 10 березня, 2011 | 23 серпня, 2012    | [ 8 ] [ 9 ]       |
|              |                         |                  |                    |                   |
| Лі Хон Ґі    | F.T. Island, актор      | 30 серпня, 2012  | 13 грудня, 2012    | [ 10 ] [ 11 ]     |
|              |                         |                  |                    |                   |
| Кім У Бін    | актор, модель           | 15 серпня, 2013  | 13 лютого, 2014    | [ 12 ] [ 13 ]     |
|              |                         |                  |                    |                   |
| Ан Че Хьон   | актор, модель           | 27 лютого, 2014  | 20 листопада, 2014 | [ 14 ] [ 15 ]     |
| Чон Джун Янг | співак, актор           | 27 лютого, 2014  | 20 листопада, 2014 | [ 14 ] [ 15 ]     |
|              |                         |                  |                    |                   |
| Бем Бем      | GOT7                    | 19 березня, 2015 | 3 березня, 2016    | [ 16 ] [ 17 ]     |
| Джиньон      | GOT7, актор             | 19 березня, 2015 | 3 березня, 2016    | [ 16 ] [ 17 ]     |
| Лі Джон Шин  | CNBlue, актор           | 19 березня, 2015 | 8 вересня, 2016    | [ 16 ] [ 17 ]     |
| Кі           | SHINee, актор           | 19 березня, 2015 | 13 квітня, 2017    | [ 16 ] [ 17 ]     |
|              |                         |                  |                    |                   |
| Лі Де Хві    | AB6IX, Wanna One        | 4 квітня, 2019   | 4 лютого, 2021     | [ 18 ] [ 19 ]     |
| Хан Хен Мін  | модель, актор           | 4 квітня, 2019   | 4 лютого, 2021     | [ 18 ] [ 19 ]     |
|              |                         |                  |                    |                   |
| Джо Мі Йон   | (G)I-dle, K/DA, акторка | 18 лютого, 2021  |                    | [ 19 ]            |
| Нам Юн Су    | актор, модель           | 18 лютого, 2021  |                    | [ 19 ]            |

## Чарт M Countdown
Діюча система оцінювання, максимальна кількість балів — 11,000.
| макс: 4500                                 | + | макс: 1500                                                             | + | макс: 1500                   | + | макс: 1500                 | + | макс: 1000                                              | + | макс: 1000                                                            |
|                                            | + |                                                                        | + |                              | + |                            | + |                                                         | + |                                                                       |
| 45 % Цифрові показники (Melon, Genie, FLO) | + | 15 % Соціальні медіа (кількість переглядів музичного відео на YouTube) | + | 15 % Фізичні продажі альбому | + | 15 % Глобальне голосування | + | 10 % оцінка транляцій (Mnet TV, MCD Stage, M2 Contents) | + | 10 % голосування під час ефіру (тільки для кандидатів на перше місце) |
|                                            |   |                                                                        |   |                              |   |                            |   |                                                         |   |                                                                       |

- До чарту можуть бути включенні композиції артистів, альбоми чи сингли яких вийшли нещодавно (саундтреки не враховуються).
- Потрійна корона (композиція має бути першою протягом трьох тижнів), композиція-переможець вилучається із чарту автоматично.
- Цифрові показники, враховуються дані з південнокорейських цифрових платформ, таких як MelOn, Genie та FLO.
- Соціальні медіа — перегляди музичного відео у YouTube.
- Фізичні продажі альбому — дані надаються Hanteo.
- Глобальне голосування — голосування-онлайн через сайт M Countdown, додатки Mwawe та Whosfan.
- Голосування під час ефіру, доступне тільки для Південної Кореї.

Дані збираються впродовж чотирьох днів з понеділка по неділю.
Girls' Generation були єдиним гуртом, якому вдалося зібрати максимальну кількість балів, 10,000 у 2013 та 2014 роках. З тих пір лише Exo, BTS, SHINee, Twice та NU'EST досягли максимального балу 11,000.

### Переможці
Дані щодо переможців з 2004 по 2007 рік, на жаль, не можуть бути додані, тому що цю інформацію важко, або не можливо перевірити через вторині джерела. Відсутність висвітлення в засобах масової інформації шоу на Naver за ці конкретні роки ускладнює пошук інформації.
- 2008
- 2009
- 2010
- 2011
- 2012
- 2013
- 2014
- 2015
- 2016
- 2017
- 2018
- 2019
- 2020
- 2021
- 2022

### Потрійна корона
Термін «потрійна корона» означає, що композиція три тижні займала перше місце у музичному чарті M Countdown. Після цього вона вилучається із чарту. Нижче наведено список усіх пісень, які отримали потрійну корону на M Countdown з 2008 року по теперішній час.
| Артист                | Композиція                   | Дати         | Дати         | Дати         |
| 2008                  | 2008                         | 2008         | 2008         | 2008         |
| --------------------- | ---------------------------- | ------------ | ------------ | ------------ |
| MC Mong               | «Circus»                     | 8 травня     | 22 травня    | 12 червня    |
| Теян                  | «Look Only At Me»            | 19 червня    | 26 червня    | 3 липня      |
| Wonder Girls          | «So Hot»                     | 10 липня     | 17 липня     | 24 липня     |
| Лі Хьо Рі             | «U-Go-Girl»                  | 31 липня     | 14 серпня    | 21 серпня    |
| Big Bang              | «Day by Day»                 | 28 серпня    | 4 вересня    | 11 вересня   |
| TVXQ                  | «Mirotic»                    | 9 жовтня     | 23 жовтня    | 30 жовтня    |
| 2009                  |                              |              |              |              |
| Синні                 | «Strong Baby»                | 22 січня     | 5 лютого     | 19 лютого    |
| Kara                  | «Honey»                      | 5 березня    | 12 березня   | 26 березня   |
| 2PM                   | «Again & Again»              | 7 травня     | 14 травня    | 21 травня    |
| 2PM                   | «I Hate You»                 | 2 липня      | 9 липня      | 16 липня     |
| 2NE1                  | «I Don't Care»               | 23 липня     | 6 серпня     | 13 серпня    |
| G-Dragon              | «Heartbreaker»               | 10 вересня   | 17 вересня   | 24 вересня   |
| 2010                  |                              |              |              |              |
| 2PM                   | «Without U»                  | 29 квітня    | 6 травня     | 13 травня    |
| 2NE1                  | «Can't Nobody»               | 23 вересня   | 30 вересня   | 7 жовтня     |
| 2011                  |                              |              |              |              |
| Синні                 | «What Can I Do»              | 27 січня     | 3 лютого     | 10 лютого    |
| Big Bang              | «Tonight»                    | 3 березня    | 10 березня   | 17 березня   |
| CNBlue                | «Intuition»                  | 31 березня   | 7 квітня     | 14 квітня    |
| f(x)                  | «Pinocchio (Danger)»         | 5 травня     | 12 травня    | 19 травня    |
| Beast                 | «Fiction»                    | 26 травня    | 2 червня     | 9 червня     |
| Super Junior          | «Mr. Simple»                 | 11 серпня    | 18 серпня    | 25 серпня    |
| Girls' Generation     | «The Boys»                   | 27 жовтня    | 3 листопада  | 10 листопада |
| Trouble Maker         | «Trouble Maker»              | 15 грудня    | 22 грудня    | 29 грудня    |
| 2012                  |                              |              |              |              |
| Girls' Generation-TTS | «Twinkle»                    | 10 травня    | 17 травня    | 24 травня    |
| Infinite              | «The Chaser»                 | 31 травня    | 7 червня     | 14 червня    |
| f(x)                  | «Electric Shock»             | 21 червня    | 28 червня    | 5 липня      |
| Super Junior          | «Sexy, Free & Single»        | 12 липня     | 19 липня     | 26 липня     |
| Beast                 | «Beautiful Night»            | 2 серпня     | 9 серпня     | 16 серпня    |
| Psy                   | «Gangnam Style»              | 23 серпня    | 30 серпня    | 6 вересня    |
| G-Dragon              | «Crayon»                     | 27 вересня   | 4 жовтня     | 11 жовтня    |
| Лі Хай                | «1,2,3,4»                    | 8 листопада  | 15 листопада | 22 листопада |
| Лі Син Гі             | «Return»                     | 29 листопада | 6 грудня     | 13 грудня    |
| 2013                  |                              |              |              |              |
| Ян Йо Соб             | «Caffeine»                   | 20 грудня    | 27 грудня    | 3 січня      |
| Girls' Generation     | «I Got a Boy»                | 10 січня     | 17 січня     | 24 січня     |
| Sistar19              | «Gone Not Around Any Longer» | 7 лютого     | 14 лютого    | 21 лютого    |
| SHINee                | «Dream Girl»                 | 28 лютого    | 7 березня    | 14 березня   |
| Psy                   | "«Gentleman»                 | 18 квітня    | 25 квітня    | 2 травня     |
| Shinhwa               | «This Love»                  | 23 травня    | 30 травня    | 6 червня     |
| Sistar                | «Give It To Me»              | 20 червня    | 27 червня    | 4 липня      |
| Exo                   | «Growl»                      | 22 серпня    | 29 серпня    | 5 вересня    |
| 2014                  |                              |              |              |              |
| Exo                   | Miracles in December         | 19 грудня    | 26 грудня    | 2 січня      |
| TVXQ                  | Something                    | 16 січня     | 23 січня     | 30 січня     |
| Akdong Musician       | 200 %                        | 17 квітня    | 23 квітня    | 1 травня     |
| Теян                  | Eyes, Nose, Lips             | 12 червня    | 19 червня    | 3 липня      |
| Winner                | Empty                        | 21 серпня    | 28 серпня    | 18 вересня   |
| Epik High             | Happen Ending                | 30 жовтня    | 6 листопада  | 13 листопада |
| 2015                  |                              |              |              |              |
| Shinhwa               | «Sniper»                     | 12 березня   | 19 березня   | 26 березня   |
| Exo                   | «Call Me Baby»               | 9 квітня     | 16 квітня    | 30 квітня    |
| Girls' Generation     | «Lion Heart»                 | 27 серпня    | 3 вересня    | 10 вересня   |
| Тейон                 | «I»                          | 15 жовтня    | 22 жовтня    | 29 жовтня    |
| 2016                  |                              |              |              |              |
| Psy                   | «Daddy»                      | 17 грудня    | 24 грудня    | 7 січня      |
| iKon                  | «Dumb & Dumber»              | 14 січня     | 21 січня     | 28 січня     |
| GFriend               | «Rough»                      | 4 лютого     | 11 лютого    | 18 лютого    |
| Twice                 | «Cheer Up»                   | 5 травня     | 19 травня    | 26 травня    |
| Exo                   | «Monster»                    | 16 червня    | 23 червня    | 30 червня    |
| GFriend               | «Navillera»                  | 21 липня     | 28 липня     | 4 серпня     |
| 2017                  |                              |              |              |              |
| Big Bang              | «Fxxk It»                    | 22 грудня    | 5 січня      | 12 січня     |
| Mamamoo               | «Yes I Am»                   | 29 червня    | 6 липня      | 13 липня     |
| Exo                   | «Ko Ko Bop»                  | 27 липня     | 3 серпня     | 10 серпня    |
| Wanna One             | «Energetic»                  | 17 серпня    | 24 серпня    | 31 серпня    |
| 2018                  |                              |              |              |              |
| iKon                  | «Love Scenario»              | 1 лютого     | 1 березня    | 8 березня    |
| Blackpink             | «Ddu-Du Ddu-Du»              | 28 червня    | 5 липня      | 12 липня     |
| 2019                  |                              |              |              |              |
| Seventeen             | «Home»                       | 31 січня     | 7 лютого     | 14 лютого    |
| X1                    | «Flash»                      | 5 вересня    | 12 вересня   | 19 вересня   |
| 2020                  |                              |              |              |              |
| Itzy                  | «Wannabe»                    | 19 березня   | 26 березня   | 2 квітня     |
| Itzy                  | «Not Shy»                    | 3 вересня    | 10 вересня   | 17 вересня   |
| 2021                  |                              |              |              |              |
| (G)I-dle              | «Hwaa»                       | 21 січня     | 28 січня     | 4 лютого     |
| NCT Dream             | «Hot Sauce»                  | 20 травня    | 27 травня    | 3 червня     |
| NCT 127               | «Sticker»                    | 23 вересня   | 30 вересня   | 7 жовтня     |

## Нотатки
1. ↑  Точна дата початку Ітика, Шиндонга та Каніна не згадується у жодному джерелі, лише місяць. Не згадується і остання дата Каніна, лише місяць, коли він пішов.
2. ↑  Дата останньої появи команди ведучих ніде не згадується в офіційних джерелах.